# Platybrachys maculipennis
Platybrachys maculipennis är en insektsart som först beskrevs av Le Guillou 1841.  Platybrachys maculipennis ingår i släktet Platybrachys och familjen Eurybrachidae. Inga underarter finns listade i Catalogue of Life.